# Sezonul de IndyCar din 2012
Sezonul de IndyCar din 2012 este al 17-lea sezon din competiția motorizată organizată pe teritoriul Statelor Unite ale Americii. Sezonul incepe la data de 25 martie și se termina in data de 15 septembrie. Din cele 15 runde, doar 3 se vor desfasura in afara Statelor Unite ale Americii. Etapa a 4-a se disputã în Brazilia, iar etapele 10 și 11 în Canada.
La startul acestei ediții se află 3 campioni (Scott Dixon, Dario Franchitti și Tony Kanaan).
Lotus, Honda și Chevrolet sunt motoare din competiție.

## Piloții și echipele înscrise în campionat:
| Echipe                         | Motor           | Nr.     | Piloți               | Etape disputate  |
| ------------------------------ | --------------- | ------- | -------------------- | ---------------- |
| A. J. Foyt Enterprises         | Honda           | 14      | Mike Conway          | 1-14             |
| A. J. Foyt Enterprises         | Honda           | 14      | Wade Cunningham      | 15               |
| A. J. Foyt Enterprises         | Honda           | 41      | Wade Cunningham      | 5                |
| Andretti Autosport             | Chevrolet       | 17      | Sebastián Saavedra   | 5; 13; 15        |
| Andretti Autosport             | Chevrolet       | 25      | Ana Beatriz          | 4-5              |
| Andretti Autosport             | Chevrolet       | 26      | Marco Andretti       | Toate            |
| Andretti Autosport             | Chevrolet       | 27      | James Hinchcliffe    | Toate            |
| Andretti Autosport             | Chevrolet       | 28      | Ryan Hunter-Reay     | Toate            |
| Chip Ganassi Racing            | Honda           | 9       | Scott Dixon          | Toate            |
| Chip Ganassi Racing            | Honda           | 10 / 50 | Dario Franchitti     | Toate            |
| Chip Ganassi Racing            | Honda           | 38      | Graham Rahal         | Toate            |
| Chip Ganassi Racing            | Honda           | 83      | Charlie Kimball      | 1-11; 13-15      |
| Chip Ganassi Racing            | Honda           | 83      | Giorgio Pantano      | 12               |
| Dale Coyne Racing              | Honda           | 18      | Justin Wilson        | Toate            |
| Dale Coyne Racing              | Honda           | 19      | James Jakes          | Toate            |
| Dragon Racing                  | Lotus Chevrolet | 6       | Katherine Legge      | 1-5; 7-9; 13; 15 |
| Dragon Racing                  | Lotus Chevrolet | 7       | Sébastien Bourdais   | 1-6; 10-14       |
| Dreyer & Reinbold Racing       | Lotus Chevrolet | 22      | Oriol Servià         | Toate            |
| Ed Carpenter Racing            | Chevrolet       | 20      | Ed Carpenter         | Toate            |
| KV Racing Technology           | Chevrolet       | 5       | E. J. Viso           | Toate            |
| KV Racing Technology           | Chevrolet       | 8       | Rubens Barrichello   | Toate            |
| KV Racing Technology           | Chevrolet       | 11      | Tony Kanaan          | Toate            |
| Lotus–Fan Force United         | Lotus           | 64      | Jean Alesi           | 5                |
| Lotus–HVM Racing               | Lotus           | 78      | Simona de Silvestro  | Toate            |
| Panther Racing                 | Chevrolet       | 4       | J. R. Hildebrand     | Toate            |
| Rahal Letterman Lanigan Racing | Honda           | 15      | Takuma Sato          | Toate            |
| Rahal Letterman Lanigan Racing | Honda           | 30      | Michel Jourdain, Jr. | 5                |
| Schmidt–Hamilton Motorsports   | Honda           | 77      | Simon Pagenaud       | Toate            |
| Schmidt–Hamilton Motorsports   | Honda           | 99      | Townsend Bell        | 5                |
| Sarah Fisher Hartman Racing    | Honda           | 39      | Bryan Clauson        | 5                |
| Sarah Fisher Hartman Racing    | Honda           | 67      | Josef Newgarden      | 1-13; 15         |
| Sarah Fisher Hartman Racing    | Honda           | 67      | Bruno Junqueira      | 14               |
| Team Barracuda – BHA           | Lotus Honda     | 98      | Alex Tagliani        | 1-3; 5-15        |
| Team Penske                    | Chevrolet       | 2       | Ryan Briscoe         | Toate            |
| Team Penske                    | Chevrolet       | 3       | Hélio Castroneves    | Toate            |
| Team Penske                    | Chevrolet       | 12      | Will Power           | Toate            |

## Clasament sezon 2012:
| Poziție | Pilot                | Număr puncte |
| ------- | -------------------- | ------------ |
| 1       | Ryan Hunter-Reay     | 468          |
| 2       | Will Power           | 465          |
| 3       | Scott Dixon          | 435          |
| 4       | Hélio Castroneves    | 431          |
| 5       | Simon Pagenaud       | 387          |
| 6       | Ryan Briscoe         | 370          |
| 7       | Dario Franchitti     | 363          |
| 8       | James Hinchcliffe    | 358          |
| 9       | Tony Kanaan          | 351          |
| 10      | Graham Rahal         | 333          |
| 11      | J. R. Hildebrand     | 294          |
| 12      | Rubens Barrichello   | 289          |
| 13      | Oriol Servià         | 287          |
| 14      | Takuma Sato          | 281          |
| 15      | Justin Wilson        | 278          |
| 16      | Marco Andretti       | 278          |
| 17      | Alex Tagliani        | 272          |
| 18      | Ed Carpenter         | 261          |
| 19      | Charlie Kimball      | 260          |
| 20      | E. J. Viso           | 244          |
| 21      | Mike Conway          | 233          |
| 22      | James Jakes          | 232          |
| 23      | Josef Newgarden      | 200          |
| 24      | Simona de Silvestro  | 182          |
| 25      | Sébastien Bourdais   | 173          |
| 26      | Katherine Legge      | 137          |
| 27      | Sebastián Saavedra   | 41           |
| 28      | Wade Cunningham      | 29           |
| 29      | Ana Beatriz          | 28           |
| 30      | Townsend Bell        | 26           |
| 31      | Giorgio Pantano      | 16           |
| 32      | Michel Jourdain, Jr. | 16           |
| 33      | Bryan Clauson        | 13           |
| 34      | Jean Alesi           | 13           |
| 35      | Bruno Junqueira      | 12           |

## Calendar competițional:
| Etapă | Locație                   | Circuit                      | Dată          | Câștigător        |
| ----- | ------------------------- | ---------------------------- | ------------- | ----------------- |
| 1     | Saint Petersburg, Florida | Streets of St. Petersburg    | 25 Martie     | Hélio Castroneves |
| 2     | Birmingham, Alabama       | Barber Motorsports Park      | 1 Aprilie     | Will Power        |
| 3     | Long Beach, California    | Streets of Long Beach        | 15 Aprilie    | Will Power        |
| 4     | São Paulo, Brazilia       | Streets of São Paulo         | 29 Aprilie    | Will Power        |
| 5     | Speedway, Indiana         | Indianapolis Motor Speedway  | 27 Mai        | Dario Franchitti  |
| 6     | Detroit, Michigan         | Belle Isle                   | 3 Iunie       | Scott Dixon       |
| 7     | Fort Worth, Texas         | Texas Motor Speedway         | 9 Iunie       | Justin Wilson     |
| 8     | West Allis, Wisconsin     | Milwaukee Mile               | 16 Iunie      | Ryan Hunter-Reay  |
| 9     | Newton, Iowa              | Iowa Speedway                | 23 Iunie      | Ryan Hunter-Reay  |
| 10    | Toronto, Ontario          | Exhibition Place             | 8 Iulie       | Ryan Hunter-Reay  |
| 11    | Edmonton, Alberta         | Edmonton City Centre Airport | 22 Iulie      | Hélio Castroneves |
| 12    | Lexington, Ohio           | Mid-Ohio Sports Car Course   | 5 August      | Scott Dixon       |
| 13    | Sonoma, California        | Sonoma Raceway               | 26 August     | Ryan Briscoe      |
| 14    | Baltimore, Maryland       | Streets of Baltimore         | 2 Septembrie  | Ryan Hunter-Reay  |
| 15    | Fontana, California       | Auto Club Speedway           | 15 Septembrie | Ed Carpenter      |

Format:Sezoane de IndyCar